# 克里斯蒂安·彼泽森 (足球運動員)
克里斯蒂安·迈达尔·彼泽森（丹麥語：Kristian Majdahl Pedersen，1994年8月4日—）是一名丹麥足球運動員，司職後衛，現時效力英冠球會斯旺西城。他亦是丹麥U21和丹麥國家足球隊成員，在2020年首次為國家成年隊上場。

## 球會生涯

### 克厄
2014年7月24日，他加盟克厄並在翌日聯賽首次上場，在77分鐘換上。2015年4月19日，他打進首顆職業聯賽進球，助球隊以3-0擊敗AB哥本哈根。

### 柏林联盟
在克厄度過兩個球季後，2016年他轉投德乙球會柏林联盟並簽約三年。2016年8月6日對波琴的比賽首次上場，最終以2-1落敗。9月30日對纽伦堡的比賽，他獲得一面紅牌被罰離場。2018年2月24日，他在對桑德豪森的比賽打進他在球會首顆進球。

### 伯明翰城
2018年6月25日，他與英冠球會伯明翰簽下一份四年合約加盟，轉會費沒有公佈。可是球會沒有考慮到聯賽的財政公佈競技條例而一意孤行繼續此交易，使管理方英格兰足球联赛十分失望並拒絕替他註冊。球季開始前兩天，考慮到球會，球員和聯賽之間的法律問題，三方達成協議使彼泽森可以註冊上場。他不出預料地在球季揭幕日對诺维奇城的比賽上場，出任左邊衛並以2-2賽果完成比賽。

### 科隆
2022年7月，彼泽森以自由身轉投德甲球會科隆。

## 國家隊生涯
彼泽森首次代表丹麥U21是2016年對烏克蘭的比賽。2020年10月7日對法羅群島的友誼賽，他首次代表國家成年隊上場。